# USM 안나바
USM 안나바(Union Sportive Médinat d'Annaba, 아랍어: الإتحاد الرياضي لمدينة عنابة) 간단히 USMAN은 안나바에 연고를 두고 있는 알제리 축구 클럽이다. 1983년에 설립되었으며, 주 색상은 빨간색과 흰색을 사용한다. 홈 경기장은 55,000명의 관중을 수용할 수 있는 1956년 5월 19일 스타디움을 사용하며, 현재 알제리 리그 2에 소속되어 있다.

## 선수 명단

### 현역
- 아델 마이자(2009 ~ 2010, 2016 ~ )
- 파리드 다우드(2018 ~ )